# John George Walters Clark
John George Walters Clark (1892-1948) est un officier britannique, du rang de général de corps d’armée.

## Biographie
À la sortie de l'Académie militaire royale de Sandhurst, il est nommé sous-lieutenant de cavalerie au 16th (The Queen's) Lancers [1715-1922] le 13 septembre 1911.
Lieutenant le 20 septembre 1914, il combat en France et en Belgique pendant la Première guerre mondiale et gagne deux fois la Military Cross (4 juin 1917 et 22 juin 1918).
Capitaine en 1922, commandant en 1925, lieutenant-colonel en 1933 puis colonel en 1937. En 1938, général de brigade à titre temporaire, il est nommé commandant la 12e Brigade d’infanterie.
Affecté à la tête de la 1re Division de cavalerie en novembre 1939 ; il est promu général de division le 1er avril 1941. Son unité, intégrée à la Iraqforce, participe en 1941 à la guerre anglo-irakienne puis à la campagne de Syrie. Il est nommé Compagnon de l’Ordre du Bain (CB) le 30 décembre 1941, pour opérations au Moyen-Orient.
Par la suite il est officier d’état-major au quartier-général des forces alliées en Europe en 1942-44. Il est nommé Officier de la Légion du Mérite (Legion of Merit) américaine le 1er août 1943.
Il est chef de l’état-major des forces alliées en Hollande en 1945, avec rang de général de corps d’armée à titre temporaire. Il reçoit une citation (Mentioned in Despatches) le 2 août 1945.
En retraite le 31 janvier 1946, il reçoit également les galons du général de corps d'armée à titre honoraire (janvier 1946). Le 14 novembre 1947 il est aussi promu Commandeur de la Légion du Mérite.

## Sources et bibliographie
- (en) Biographie sur le site du King's College de Londres ; Liddell Hart Centre for Military Archives
- (en) Site consacré à la campagne d'Irak
- (en) La London Gazette, le journal officiel britannique pour les dates des nominations et décorations du général Clark
- (en) London Gazette du 02/07/1946 ; Rapport du général Archibald Wavell sur les opérations en Irak et en Syrie du 7 février au 15 juillet 1941, pages 3438 et suivantes
- (en) London Gazette du 13/08/1946 ; Rapport du général Archibald Wavell sur les opérations en Irak, en Syrie et en Iran du 10 avril 1941 au 12 janvier 1942